# باسينو
باسينو هي كومونا تقع في مقاطعة فربانو كوزيو أوسولا، بييمونتي، إيطاليا.